# Spinostropheus
Spinostropheus fou un petit dinosaure ceratosaure que visqué al període Cretaci inferior al que avui en dia és el Níger. Originàriament es pensava que es tractava d'un gènere estretament emparentat amb Elaphrosaurus, estudis posteriors (Sereno et al. 2002) van concloure que està més estretament emparentat amb els abelisaures.